# Céline Tran
Pour les articles homonymes, voir Katsumi et Tran.
 AVN Hall Of Fame (2014)
Céline Tran, née le 9 avril 1979 à Annecy, est une coach en développement personnel, scénariste de bande dessinée et blogueuse française, actrice pornographique de 2001 à 2013 sous le pseudonyme de Katsumi puis Katsuni.
Elle a été pendant plus de dix ans l'une des vedettes de l'industrie du X dans laquelle elle a fait carrière d'abord en France puis aux États-Unis. Également productrice et à l'occasion réalisatrice, elle a obtenu de nombreux prix spécialisés, parmi lesquels divers AVN Awards (notamment trois fois celui de la meilleure actrice étrangère) et deux Hots d'or.  
En 2013, elle prend sa retraite du porno et revient en France. Elle utilise ensuite son vrai nom dans ses différentes activités publiques, notamment actrice, blogueuse, scénariste et éditrice de bande dessinée, ou coach en sexualité.

## Biographie

### Jeunesse
Céline Tran naît le 9 avril 1979 à Annecy, d'un père vietnamien et d'une mère française.
Après son baccalauréat, elle envisage de faire hypokhâgne mais, sur les conseils de ses parents, intègre l'Institut d'études politiques de Grenoble. Peu à son aise dans un cursus qu'elle n'a pas choisi et considérant qu'elle n'est, à 18 ans, « pas suffisamment mûre » pour apprécier, elle décide au bout d'un an à Sciences Po de s'orienter vers des études de lettres modernes. Elle envisage alors une carrière d'enseignante. Parallèlement à ses études, elle travaille comme gogo-danseuse en discothèque.

### Carrière pornographique

#### Des débuts à la notoriété internationale

##### Débuts en France
C'est dans le contexte de son activité de gogo-danseuse qu'elle est remarquée par un photographe du magazine Penthouse, dont la branche française cherche à l'époque des actrices pour les films X qu'elle produit. Elle accepte la proposition de Penthouse de tourner un bout d'essai, sans penser alors à faire carrière mais dans l'idée de vivre « une aventure excitante » et pour voir si elle en était capable,,. La lecture d'un manga lui donne l'idée de choisir le pseudonyme « Katsuni », d'après un prénom mixte japonais,. C'est en novembre 2000 qu'elle tourne son premier bout d'essai pour Penthouse, sous la caméra du vétéran du hard Alain Payet. Son premier long-métrage, Sottopaf et Saccapine font leur cinéma, toujours réalisé par Alain Payet et dont elle partage la vedette avec Dolly Golden, sort l'année suivante,.
Convaincue par sa première expérience, elle décide de poursuivre dans le X, motivée par le goût de l'aventure et l'envie de « découvrir [ses] limites ». En 2009, elle déclare : « ma vraie motivation était sexuelle. L'opportunité de faire du X s'est présentée à moi comme une belle pomme à croquer ». Elle développera, quelques années plus tard : « J'avais envie d’expérimenter et le besoin de le faire à travers la sexualité me paraissait évident, pour moi qui à 21 ans ne me voyais pas encore comme une femme. D’ailleurs ce ressenti est arrivé bien plus tard. A la base, je suis une fille timide et réservée, jouer les actrices porno était un bon délire, un jeu. Mais quand je me lance dans quelque chose et que ça me plaît, je vais jusqu’au bout, je ne connais pas trop la demi-mesure. En gardant l’esprit du jeu, le test s’est transformé en choix de métier, de vie, puis est devenu une carrière ».
Après l'arrêt de sa carrière dans le porno, elle expliquera avoir « toujours préféré vivre le sexe plutôt que de le regarder » et s'être moins intéressée, dans le cadre de son travail, à l'érotisme proprement dit qu'à « l'expérience de la sexualité à travers la pornographie ». Dans une interview accordée en 2012, elle déclare que sa famille a été initialement « choquée et déçue » par sa carrière, qui a également surpris ses amis, mais que son entourage a ensuite accepté son parcours : « Personne n'a au départ compris mon choix mais aujourd'hui tout le monde le respecte et m'encourage à aller plus loin, au-delà du X ».
Elle tient le rôle-titre dès son second film, L'Affaire Katsumi, produit par Marc Dorcel et toujours réalisé par Alain Payet. Pendant deux ans, elle continue ses études en parallèle à son travail d'actrice X. Elle finit cependant par abandonner son cursus littéraire, ayant « réalisé que [sa] place n’était pas dans l’enseignement ». Dans la première partie de sa carrière, elle demeure une amie proche d'Alain Payet, qui la conseille dans son parcours.
Peu après ses débuts, elle signe un contrat d'exclusivité avec le studio Colmax, dont elle est un temps l'« égérie ». Elle travaille ensuite pour d'autres studios français, notamment Blue One qui la met en vedette dans une série de films, et se fait rapidement remarquer par ses prestations ; le journaliste Christophe Lemaire écrit à son sujet : « sa voracité sexuelle semble sans limite ». Tout en continuant à faire des spectacles de strip-tease en boîte de nuit, elle apparaît également dans deux téléfilms érotiques diffusés sur M6, ainsi que dans les clips des chansons Funky Maxime de Doc Gynéco et Down with love de Miguel Bosé aux côtés de son collègue Nacho Vidal. En mai 2004, elle est désignée « actrice X préférée des Français » par un vote des lecteurs du magazine Hot Vidéo.

##### De l'Europe aux États-Unis

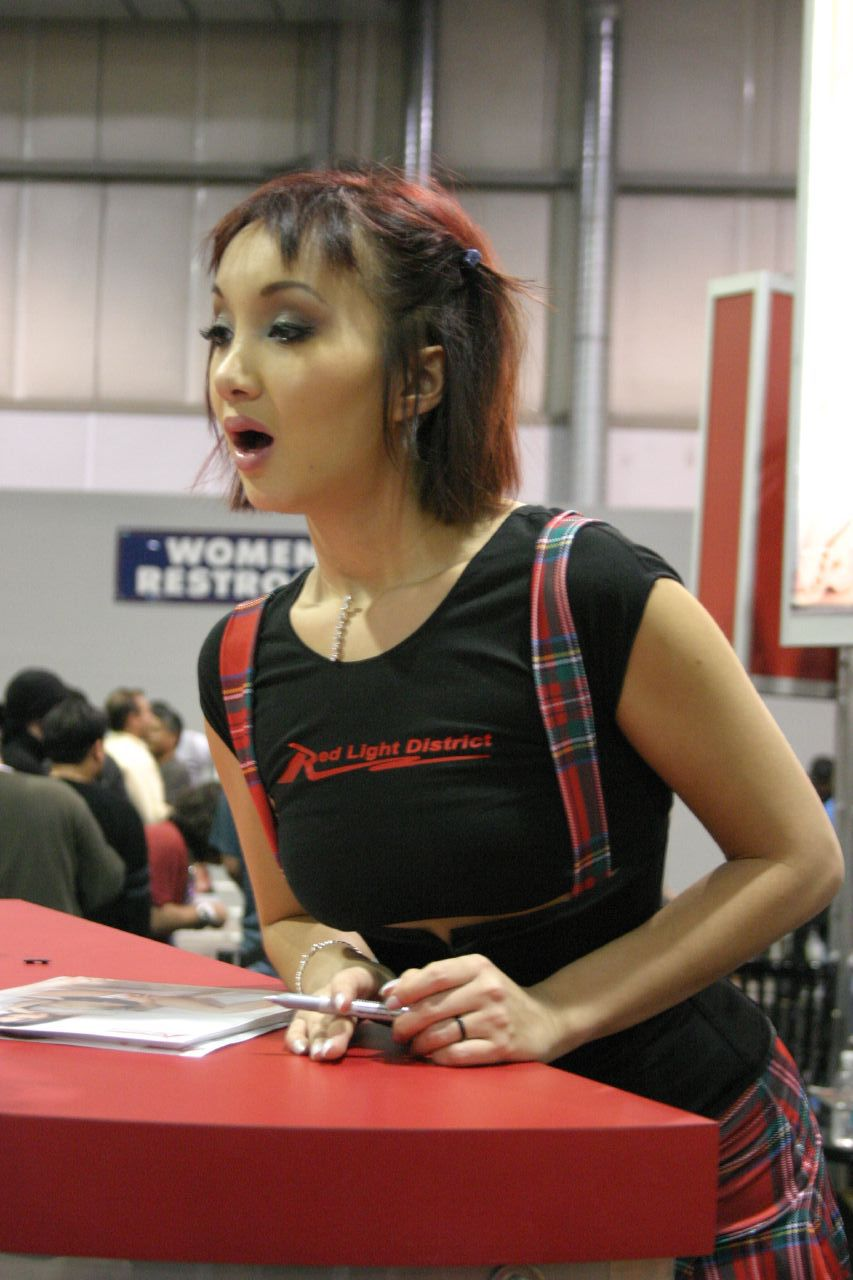
Katsuni (alors connue sous le nom de Katsumi) en janvier 2004 à AVN Adult Entertainment Expo, où elle représente le studio Red Light District Video.

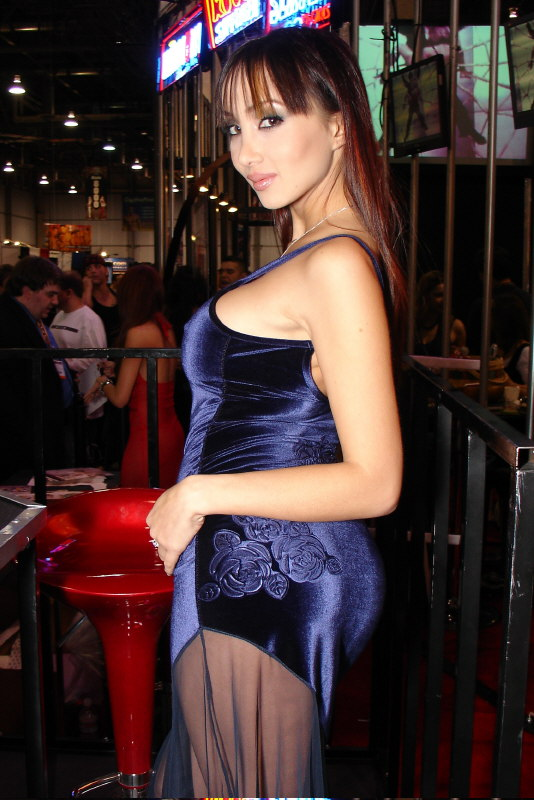
Katsuni en 2007.

Dès ses débuts, elle se fait connaître au-delà des frontières hexagonales en travaillant avec des réalisateurs étrangers, comme l'Italien Mario Salieri. Elle tourne une première fois aux États-Unis en 2003 : son séjour, en compagnie de sa collègue Nomi, fournit le cadre du film Katsumi et Nomi à Los Angeles. Récompensée en 2002 au festival international de cinéma érotique de Barcelone, elle obtient plusieurs trophées en 2004 et 2005 aux AVN Awards de Las Vegas. Le fait d'avoir commencé à tourner alors que le secteur du porno français entamait une phase de déclin, avec « la fin des Hot d'or et la fin des grandes stars du X », la pousse alors à privilégier sa carrière internationale.
En 2005, après une vingtaine de films français, elle choisit de s'expatrier aux États-Unis, dont le marché offre davantage d'opportunités ainsi que de meilleures conditions de travail, et s'installe à Los Angeles. Rapidement, elle devient la hardeuse européenne ayant le mieux réussi son exportation dans l'industrie du X américaine. Dans les années qui suivent et jusqu'à la fin de sa carrière pornographique, elle tourne essentiellement aux États-Unis tout en revenant ponctuellement travailler en France. Elle apparaît dans de nombreux gonzos, mais aussi dans des films scénarisés. Rocco Siffredi tourne avec elle à plusieurs reprises, notamment dans les deuxième et troisième films de la série Fashionistas réalisée par John Stagliano.
En mai 2006, elle se fait poser des implants mammaires, pour passer d'une taille 85B à 85D. Elle revient en France pour y tourner son premier film avec sa nouvelle poitrine, French conneXion, produit par Marc Dorcel et sorti début 2007. Entretemps, elle a posé pour la couverture de Marquis, un magazine de référence du fétichisme. Elle déclare par la suite : « Je voulais sentir le poids de ma poitrine, perdre ma silhouette que je trouvais alors trop juvénile. C’était là une étape symbolique sur mon chemin pour me sentir "femme" ». En décembre 2006, après avoir travaillé pour divers studios, elle signe un contrat d'exclusivité avec Digital Playground, l'une des plus importantes sociétés de production de films X aux États-Unis ; elle est la première actrice française dans ce cas.
À la même époque, cependant, une affaire la contraint à abandonner son premier pseudonyme Katsumi. Elle est en effet attaquée en justice en France par une femme nommée Mary Katsumi, qui dit subir des retombées négatives en raison de leur homonymie. En janvier 2007, la justice interdit à l'actrice d'utiliser son nom de scène ; elle choisit alors d'en modifier simplement l'orthographe, et se rebaptise Katsuni. Dans les mois qui suivent, son homonyme lui fait un nouveau procès car le nom Katsumi continue d'être mentionné par de nombreux supports. Bien que déclarant avoir informé tous les sites internet de son changement de pseudonyme, elle est condamnée en septembre 2007 à payer 20 000 € de dommages et intérêts, la justice ayant constaté quarante infractions depuis l'interdiction prononcée en janvier.
Sous son nouveau nom, Katsuni poursuit sa carrière d'actrice X tout en continuant à se produire comme stripteaseuse. Sa notoriété lui permet d'être demandée pour des shows érotiques jusqu'à deux à trois soirs par semaine et de faire des tournées dans divers pays,,. Devenue une vedette internationale du X, elle reçoit plus de trente récompenses dans ce domaine sur toute la durée de sa carrière. Libération la présente en 2007 comme l'« actrice porno la plus récompensée au monde ».
Son engagement avec Digital Playground, l'un des leaders du marché américain, lui permet d'éviter les petites productions mal payées et lui rapporte un salaire fixe. Elle reste sous contrat avec Digital Playground jusqu'en 2010, après quoi elle poursuit son parcours en freelance. Au cours de sa carrière américaine, elle travaille avec de nombreux studios comme Red Light District, Vivid, Evil Angel, Brazzers, Wicked Pictures, etc. Menant sa carrière en femme d'affaires, Katsuni crée aux États-Unis sa propre société de production, devenant propriétaire de sa marque. Outre son salaire fixe chez Digital Playground, ses cachets annexes et ses spectacles érotiques, l'actrice tire également des revenus de produits dérivés à son effigie : elle devient ainsi la première hardeuse française à avoir un masturbateur Fleshlight à son nom.
En juillet 2008, elle sort chez Marc Dorcel My Fucking Life, un film pornographique semi-documentaire d'une durée de deux heures quarante dont elle est également la réalisatrice, et qui la suit pendant plus d’un an dans son quotidien, son travail entre le salon de Las Vegas, les séances photos et les tournages dans la « Porn Valley », ainsi que dans sa vie privée,. Également en 2008, elle fait partie de la distribution de Pirates 2 : La Vengeance de Stagnetti, qui est alors le film pornographique le plus cher jamais réalisé. En 2012, toujours pour Dorcel, elle réalise un film X scénarisé, In bed with Katsuni.
Le 20 octobre 2009, elle reçoit le prix de la meilleure actrice française lors de la cérémonie des Hot d'or à Paris. La même année, elle lance sa marque de lingerie, Petit Cœur, qu'elle exploite jusqu'à son retour en France.
En 2012, un an avant sa retraite, elle dit avoir tiré de sa carrière X, parmi les points positifs, « le plaisir sexuel à travers des situations extrêmes, drôles, originales... pouvoir le partager », l'aventure, le sentiment de liberté et « surtout une expérience de vie hors norme très enrichissante ». Elle en souligne également les aspects négatifs : « la solitude, la difficulté (voire l'impossibilité) à avoir une vie sentimentale saine, parfois la souffrance physique et la discrimination, l'addiction sexuelle, les MST, la marginalisation, l'exposition à vie avec l'étiquette X, la précarité. Il faut être mentalement stable tout en cultivant une forme de folie, savoir jongler avec ses limites et ses priorités ».

#### Médiatisation
Parallèlement à sa carrière pornographique, Katsuni attire l'attention des médias généralistes français. Dans les années 2000, elle collabore de manière récurrente au Journal du hard sur Canal+, pour lequel elle réalise des reportages. En 2005, elle fait l'objet sur la chaîne MCM d'une série de cinq « docu-réalités » de 52 minutes, Dans la Vie de Katsumi, qui la suit dans son intimité et son activité de star du porno. À la même époque, elle anime chaque semaine une rubrique de l'émission En attendant minuit, diffusée sur TPS Star et où elle donne des conseils sexuels aux téléspectateurs.

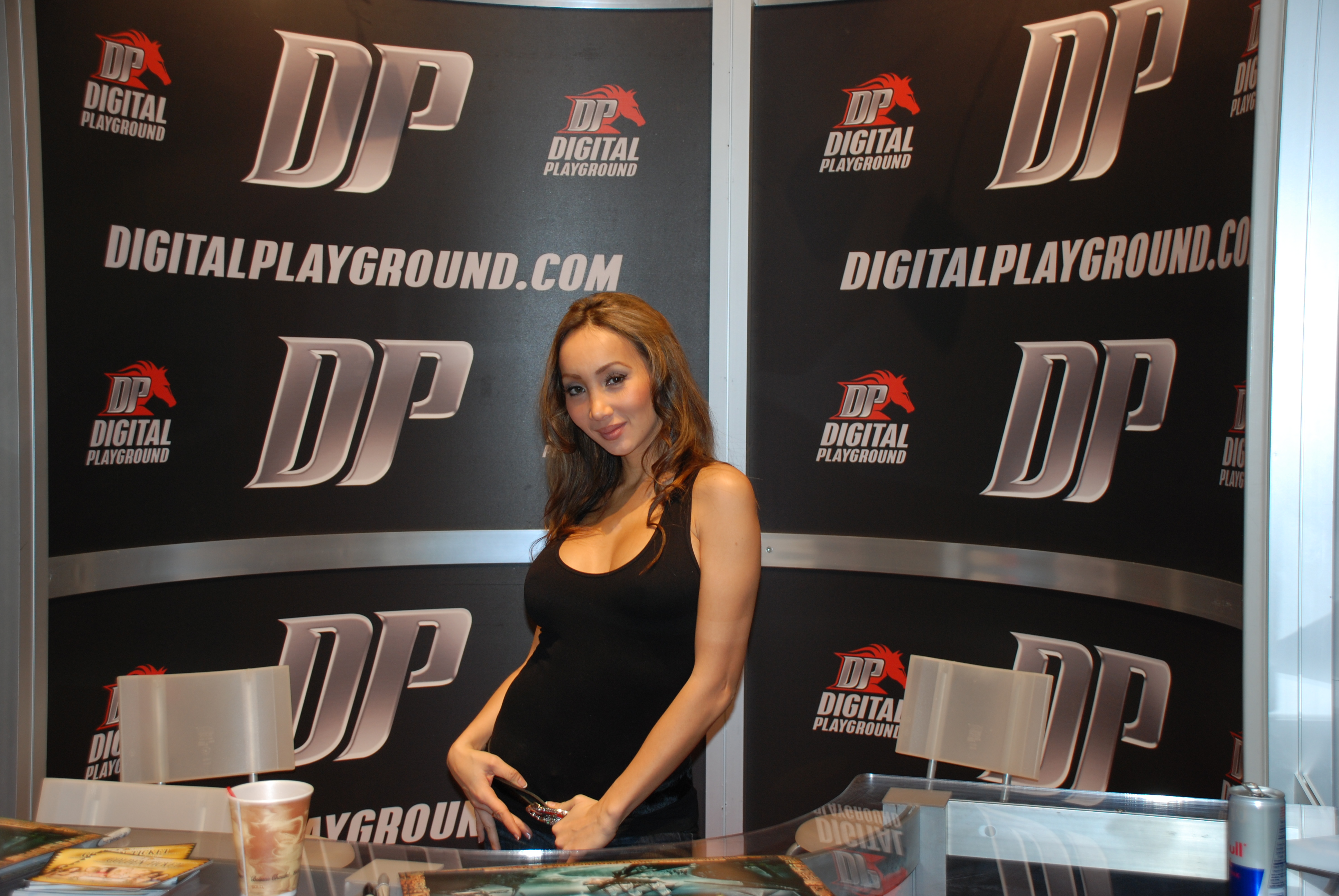
Katsuni sur un stand de Digital Playground à l'AVN Adult Entertainment Expo de 2009.

Parallèlement à ces apparitions télévisées, elle fait l'objet d'autres formes de médiatisation, en France comme aux États-Unis. En 2005, elle interprète un titre dans l'album The Sexorcist du rappeur new-yorkais Necro. En octobre 2009, elle collabore avec la société Wild Side pour promouvoir la sortie DVD de la comédie sud-coréenne Crazy Lee. On la retrouve en présentatrice du menu et des bonus. En 2011, elle figure dans le jeu vidéo Lucha Fury, dans lequel le joueur peut débloquer le personnage de la déesse Katsuni, à l'effigie de l'actrice. Katsuni apparaît par ailleurs dans le clip de Conspiracy Strip Club du groupe The Electronic Conspiracy, en train de faire du pole dance. Les mêmes images, prises sans autorisation, se retrouvent par la suite dans un clip de Bow Wow, Drank In My Cup (Wizzle Mix) ; Katsuni porte alors plainte contre le rappeur, qui est condamné en 2013 par la justice américaine à lui payer 80 000 dollars.
Elle collabore également avec le cinéma non pornographique : en 2006, elle apparaît dans le film collectif Destricted — pour les besoins du segment expérimental We fuck alone, réalisé par Gaspar Noé — présenté en première mondiale au Festival de Sundance puis à la Semaine de la critique du Festival de Cannes 2006. Par la suite, elle joue de son image en interprétant une voix d'actrice X dans le film d'animation Lascars (2009) et en apparaissant dans Les Kaïra (2012).
Au cours des années 2000-2010, Katsuni fait l'objet dans les grands médias français de divers portraits, qui s'intéressent non seulement à sa carrière X, mais également à sa personnalité : pour Libération, « Avec ses études à Sciences-Po et sa bonne présentation, elle aurait pu entrer au marketing de L'Oréal. Mais non, elle aime la sexualité, l'action, la créativité, l'image. Son métier, c'est d'abord de donner du plaisir au spectateur, mais aussi à son partenaire à l'écran sans jamais s'oublier elle-même. Katsuni ne ment pas, elle veut qu'on la prenne comme elle est. Et le public sait reconnaître sa sincérité ».
Le 24 octobre 2008, quelques jours après avoir reçu son Hot d'or, elle est invitée dans l'émission On n'est pas couché de Laurent Ruquier sur France 2, dans laquelle elle discute de la situation et de l'avenir du X. Le 30 novembre 2009, elle est reçue sur le plateau de Ce soir (ou jamais !) pour débattre de la crise de l'industrie pornographique. Elle continue par ailleurs de collaborer avec MCM, où elle anime à partir de l'automne 2010 une émission consacrée aux hentai, Les Mangas sexys de Katsuni, ; l'émission est cependant supprimée en mars 2011 à la suite d'un avis défavorable du CSA,.
La marque Otaku lui consacre une série de t-shirts. En 2011-2012, elle tient un blog sur les coulisses du porno hébergé par Les Inrockuptibles, et qui accueille jusqu'à 70 000 visiteurs par mois,. À la même époque, elle signe des chroniques sur le même sujet pour le site Le Plus du Nouvel Observateur. Devenue une personnalité médiatique en France, elle est en novembre 2012 la « marraine » du festival Livre en tête, durant lequel elle anime en compagnie de Bernard Pivot une soirée récompensant des textes libertins,.
À la même époque, en octobre 2012, elle apparaît dans deux publicités pour l'entreprise de livraison de repas Alloresto, qui pastichent son statut de vedette du X. La campagne suscite environ 14 millions de vues sur Internet, mais l'une des deux vidéos est finalement retirée du web en janvier 2013 à la demande de l'Autorité de régulation professionnelle de la publicité, qui juge cette publicité dégradante pour l'image de la femme,,. Le spot censuré reçoit cependant peu après un E-Marketing award de la meilleure vidéo.
En 2013, elle est l'une des vedettes du porno interviewées dans le film documentaire américain Aroused, réalisé par la photographe Deborah Anderson. La même année, elle participe en tant que danseuse à une performance artistique de la plasticienne Prune Nourry, présentée en juin à la Biennale de Venise.

#### Arrêt de sa carrière X
Dans les années 2010, Katsuni n'apprécie pas l'évolution de l'industrie du X. Le 14 août 2013, elle annonce sur Twitter qu'elle met un terme à sa carrière d'actrice pornographique, et entend se tourner vers une « nouvelle forme de spectacle »,. Relayée par les grands médias, son annonce suscite également de nombreuses réactions sur les réseaux sociaux, ce dont elle se dit elle-même surprise. Elle déclare par la suite : « J’ai vraiment aimé mon voyage dans ce milieu mais au bout de treize ans je sentais qu’il ne me « nourrissait » et ne m’inspirait plus ». Dans une autre interview, elle précise : « J'ai arrêté pour les mêmes raisons pour lesquelles j'avais commencé : le plaisir. Pas seulement physique, mais aussi mental, celui d'explorer. Après plus de 10 ans j'avais fini ma petite quête personnelle. J'aurais pu continuer à en vivre mais il me faut plus pour m'investir dans quelque chose ».
En 2014, quelques mois après sa retraite, elle est intronisée à l'AVN Hall of Fame à l’occasion de la 31e cérémonie des AVN Awards, qui récompense les personnalités les plus marquantes de l'industrie pornographique.

### Activités après le porno
Après avoir arrêté sa carrière pornographique, elle quitte Los Angeles et revient en France. Si elle ne renie nullement sa carrière dans le X, elle ressent le besoin de « tout lâcher pour reprendre à zéro ». Dès lors, elle abandonne le pseudonyme de Katsuni, dont elle considère qu'il a été son « nom de guerrière en talon aiguille » et utilise son vrai nom, Céline Tran, dans le cadre de ses activités publiques.
En 2014, elle est à nouveau reçue dans Ce soir (ou jamais !), s'exprimant cette fois sous son vrai nom pour livrer sa vision de la pornographie et de la place du sexe dans la société,.

#### Actrice
Céline Tran apparaît ensuite sous son vrai nom dans des productions grand public. Elle rejoint en 2014 la distribution de la quatrième saison de la web-série Le Visiteur du futur, dans laquelle elle tient le rôle de la baronne de Néo-Versailles,
Cette expérience lui donne envie de poursuivre une carrière dans le cinéma classique, Céline Tran suit en outre pendant trois ans une formation en arts martiaux et en combat scénique afin de pouvoir également viser des rôles dans des films d'action,. Passionnée de cinéma asiatique,, elle apparaît en 2017 dans le film d'action cambodgien Jailbreak, où elle tient le rôle de la méchante principale,, ; à l'occasion de la présentation du film au festival FanTasia de Montréal, le magazine en ligne Screen Anarchy fait l'éloge de sa prestation et de sa crédibilité dans les scènes de combat. S'étant blessée pendant le tournage et son ancien métier de hardeuse brouillant son image, elle met cependant par la suite son activité d'actrice en suspens.

#### Bande dessinée

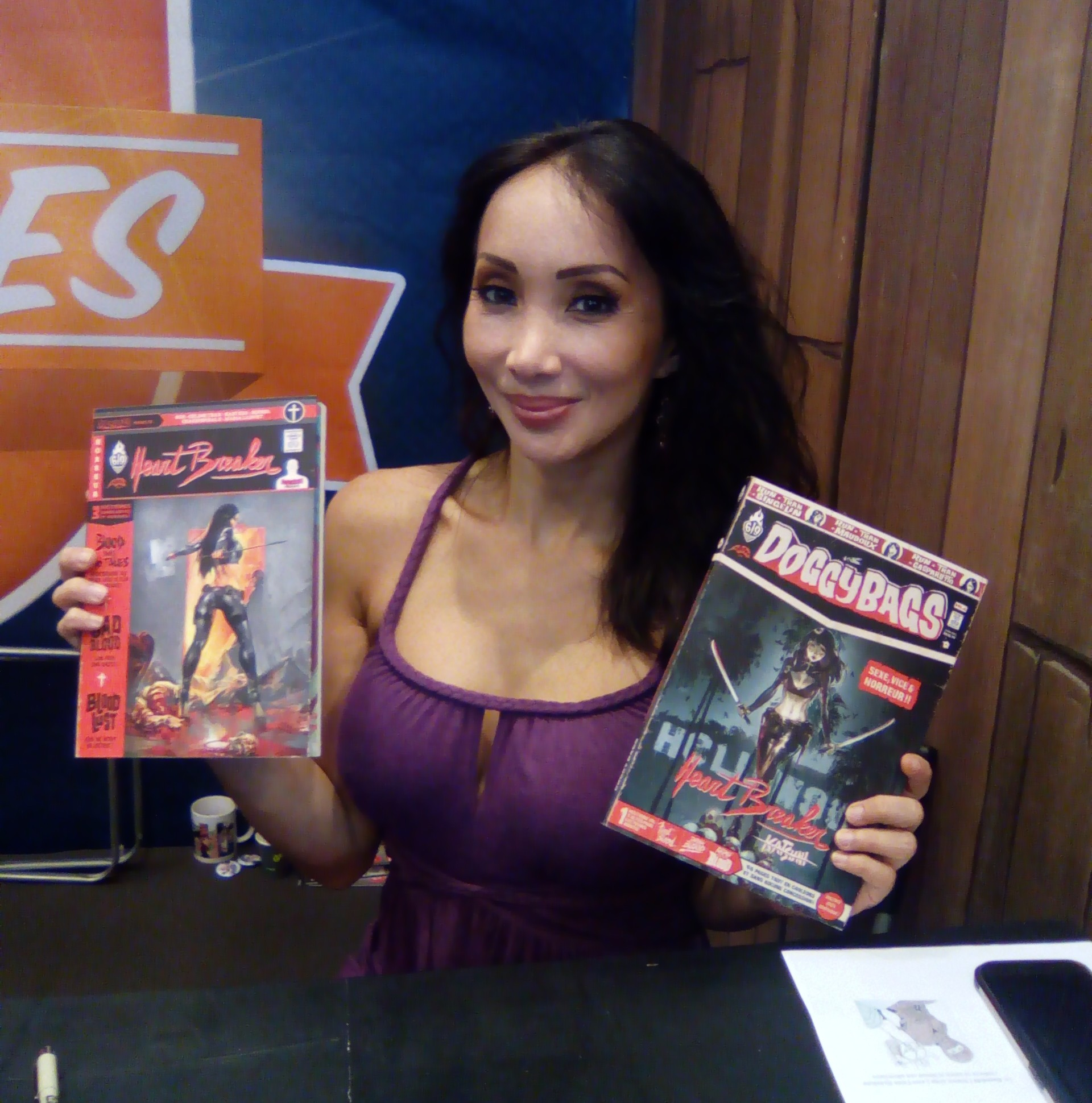
Céline Tran en dédicace sur le stand d'Ankama Éditions, à la Japan Expo 2017.

Pendant sa carrière X, elle joue, à la demande de l'auteur de bandes dessinées français Run, dans un teaser en vidéo pour le volume 3 de la série horrifique DoggyBags (Ankama Éditions). Elle et Run restent ensuite en contact et finissent par convenir d'un projet d'écriture en commun. En 2014, ils co-signent le scénario du sixième volume de la série, Heart Breaker,,, sur des dessins de plusieurs artistes parmi lesquels Florent Maudoux. L'album connaît une suite en 2017.
En 2018, elle devient co-directrice, aux éditions Glénat, de la nouvelle collection Porn'Pop, qui propose des albums tournant autour du sexe. Les deux premiers albums de la collection, Petit Paul de Bastien Vivès et Les Joies du Sex Toy de Mathew Nolan et Erika Moen, sortent à la rentrée 2018.

#### Autobiographie
En mars 2018, elle publie chez Fayard son autobiographie, intitulée Ne dis pas que tu aimes ça,,. À l'occasion de la sortie de son livre, elle assume à nouveau sa carrière dans le porno et revendique d'y avoir pris du plaisir. Elle déclare, notamment : « Une femme dont on sait qu’elle a une vie sexuelle libérée, une “chasseuse d’hommes”, on la traite de salope, alors qu'un mec, on parlera “d’hommes à femmes”, avec un côté très chevaleresque. L’actrice porno a l'audace de se montrer et de se mettre en spectacle. On en fait une sorcière des temps modernes, ce qui est très hypocrite. On a l’impression que lorsqu’on a fait du X il y a un côté “j’ai fait de la prison”. Les actrices porno ne sont pas des criminelles ! ».

#### Divers
En 2015, elle participe à une performance artistique de la plasticienne Iglika Christova, qui donne lieu à une exposition à Paris,.
En 2016, elle devient DJ pour l'agence Tête d'affiche,. En décembre 2016, elle crée un blog, maviedeninja.com, qui mêle sujets culturels, conseils sexo et réflexions personnelles. Elle travaille également pour une agence web,. En 2017, elle anime pour le site communautaire NextPLZ une émission en streaming sur Facebook live dans laquelle elle répond aux questions du jeune public sur la sexualité, publie un second volet de la bande dessinée Heart Breaker chez Ankama éditions, et crée une chaîne YouTube consacrée au sport,.
Elle collabore en outre avec l'association OPEN (Observatoire de la parentalité et de l’éducation numérique), dans le cadre d'une campagne destinée à sensibiliser les jeunes aux réalités du sexe, en les aidant à comprendre la différence avec la pornographie accessible en ligne,.
En 2021, elle rédige l'introduction du livre érotique Samia d'Olivier J, le créateur du blog Le Point Q.
En 2022, elle est annoncée au générique de la série The Witcher : Blood Origin comme doublure cascade de la comédienne Michelle Yeoh.

#### Coaching
À l'été 2018, elle ouvre à Paris son propre cabinet de coaching en sexualité. Elle suit en parallèle d'autres formations, en arts martiaux (karaté, taekwondo, pencak-Silat) mais aussi en massages bien-être, pour lequel elle obtient également sa certification en 2018. Elle ajoute également à ses compétences une certification en hypnose ericksonienne et diversifie ses activités dans le développement personnel.

### Vie privée
Elle a été en couple avec Franck Gastambide.

## Filmographie

### Pornographique (sélection)

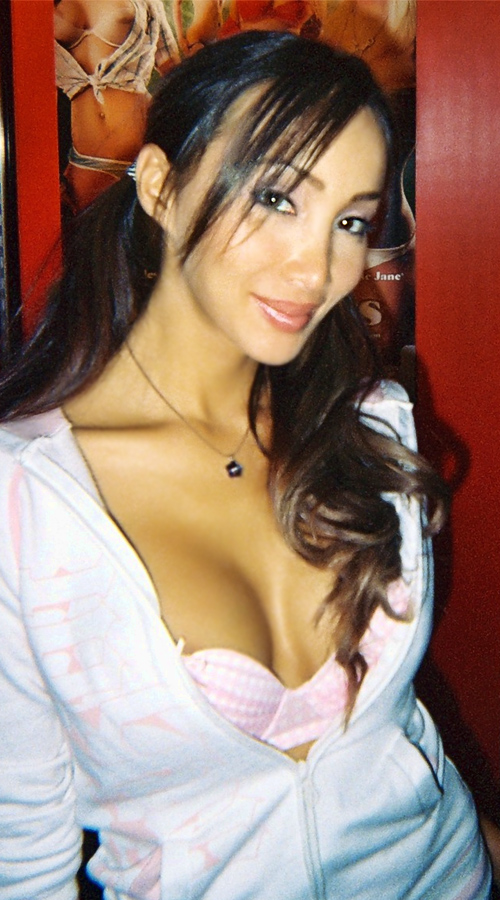
Katsuni au salon Venus 2007 de Berlin.

- 2001 : Sottopaf et Saccapine font leur cinéma, de John Love (Alain Payet) (FM Vidéo/Penthouse)
- 2002 : L'Affaire Katsumi, d'Alain Payet (Marc Dorcel)
- 2002 : Amazonesex, de Christophe Mourthé (Colmax)
- 2002 : Faust, de Mario Salieri (Mario Salieri Entertainment Group)
- 2002 : Axelle, de Martin Cognito (Colmax)
- 2002 : Hip Hop SexNonStop de DJ BigBeat et M.C. Lunatrick (Colmax)
- 2003 : Katsumi et les secrets du Kamasutra avec Carole botbol, de Christophe Mourthé (Colmax)
- 2003 : La Dolce vita, de Mario Salieri (Mario Salieri Entertainment Group)
- 2003 : Prostitution mondaine (Dossier prostituzione), de Mario Salieri (Mario Salieri Entertainment Group)
- 2003 : Le Palais des phantasmes, d'Alain Payet (Blue One)
- 2003 : Le Duel d’Aphrodite de Christophe Mourthé (FGL Productions)
- 2003 : Les Secrétaires, de Yannick Perrin (Blue One)
- 2003 : Les Parisiennes, de Yannick Perrin (Blue One)
- 2003 : Les Célibataires, d'Alain Payet (Blue One)
- 2003 : Anal Trainer 4 de Jonni Darko (New Sensations)
- 2003 : Black Dicks in Asian Chicks de David Luger (Red Light District)
- 2003 : Barely Legal 39 de Clive McLean (Hustler)
- 2003 : Katsumi et Nomi à Los Angeles, de Toinou (Max Antoine) (JTC Vidéo)
- 2004 : La Nymphomane, de Yannick Perrin (Blue One)
- 2004 : Le Plaisir à 20 ans, de Yannick Perrin (Blue One)
- 2004 : Katsumi à l'école des sorcières (autre titre : Katsumi la petite sorcière), d'Alain Payet (Blue One)
- 2004 : Katsumi à l'école des infirmières, d'Alain Payet (Blue One)
- 2004 : Katsumi provocation, d'Alain Payet (Blue One)
- 2004 : Infirmières de charme, d'Alain Payet (Blue One)
- 2004 : En toute intimité, d'Angela Tiger (Marc Dorcel)
- 2004 : Katsumi la vicieuse d'Ethan Kane (Colmax)
- 2005 : Megasexus d'Alain Payet (Blue One)
- 2005 : Katsumi's Dirty Deeds, de Manuel Ferrara (Red Light District)
- 2005 : Who fucked Rocco ? (autre titre : Rocco vs Katsumi), de Rocco Siffredi (Evil Angel)
- 2005 : Rocco: Animal Trainer 19, de Rocco Siffredi (Evil Angel)
- 2006 : Fashionistas Safado: The Challenge, de John Stagliano (Evil Angel)
- 2006 : Belladonna: Fetish Fanatic 4, de Belladonna (Evil Angel)
- 2006 : Katsumi: Pornochic 12 avec le zazou de Carole , de Hervé Bodilis (Marc Dorcel)
- 2007 :  Anal bisex - Katsuni sans limites (autre titre : C'est bi, un point c'est tout), de HPG (Java Consulting)
- 2007 : French conneXion, de Hervé Bodilis (Marc Dorcel)
- 2007 : Fashionistas Safado : Berlin, de John Stagliano (Evil Angel)
- 2008 : My Fucking Life (également réalisatrice) (Marc Dorcel)
- 2008 : Pirates 2 : La Vengeance de Stagnetti (Pirates II: Stagnetti's Revenge), de Joone (Digital Playground)
- 2009 : Nurses, de Robby D. (Digital Playground)
- 2009 : Katsuni: Opened Up, de Robby D. (Digital Playground)
- 2010 : Katsuni: Dirty Me, de Robby D. (Digital Playground)
- 2010 : Les Castings de Katsuni (également réalisatrice) (Marc Dorcel)
- 2011 : La Caserne des salopes (Body Heat), de Robby D. (Digital Playground)
- 2011 : Katsuni : club de stars (Sexy), de Brad Armstrong (Wicked Pictures)
- 2011 : Girls Kissing Girls 8, de Nica Noelle (Sweetheart Video)
- 2011 : In Bed with Katsuni (également réalisatrice) (Marc Dorcel)
- 2011 : Raw 8, de Manuel Ferrara (Evil Angel)
- 2011 : Asa toujours plus hard (Asa Akira is Insatiable 2), de Mason (Digital Playground)
- 2011 : Asian Booty 2, de L.T. (Elegant Angel)
- 2011 : Superstar Showdown 6: Asa Akira vs. Katsuni , de A. Slayer (Evil Angel)
- 2012 : Orgy II : The XXX championship (ou L'Orgie de Katsuni ; co-réalisatrice avec Max Candy et Manuel Ferrara) (Marc Dorcel)
- 2012 : Lesbian Office Seductions 7, de Nica Noelle (Sweetheart Video)
- 2012 : Belladonna's How to... Fuck, de Belladonna (Evil Angel)
- 2012 : Asian Anal Assassins, de Brad Armstrong (Wicked Pictures)
- 2012 : Big Tits at Work 15 (Brazzers)
- 2012 : Up my asian ass, de Chris Streams (Jules Jordan Video)
- 2012 : Asa loves girls, de James Avalon (Sweetheart Video)
- 2013 : Asian Anal Addiction, de Mike Adriano (Evil Angel)

### Non pornographique
- 2003 : Delphine ou les Plaisirs simples de Bruno Costes (téléfilm érotique, M6) : Delphine
- 2004 : Une inaccessible séductrice de Bruno Costes (autre titre : Blandine ou La nouvelle guerre des sexes ; téléfilm érotique, M6) : Blandine
- 2006 : Destricted, segment We Fuck Alone de Gaspar Noé
- 2009 : Lascars d'Albert Pereira-Lazaro et Emmanuel Klotz (film d'animation) : voix de Brigitte, l'actrice X
- 2011 : Xanadu (série télévisée), épisode 5 : Nikkie
- 2012 : L'Amour à contrechamp (court-métrage) : elle-même
- 2012 : Dans la peau de Katsuni (sketch du Golden Show), de François Descraques
- 2012 : Les Kaïra de Franck Gastambide : elle-même
- 2014 : Métal Hurlant Chronicles (série télévisée), saison 2, épisode 3, Seconde chance, de Guillaume Lubrano : la cheerleader androïde
- 2014 : Le Visiteur du futur (web-série, Frenchnerd), saison 4, de François Descraques : la baronne de Néo-Versailles
- 2015 : Epic fitness (web-série, Frenchnerd) : Tchin-Tchin
- 2015 : Les Tutos (web-série, Studio Bagel), épisode Le Noël de Camille, de Ludoc et Jérôme Niel
- 2017 : Jailbreak de Jimmy Henderson : Madame Butterfly
- 2022 : The Witcher : Blood Origin, doublure cascade de Michelle Yeoh

## Publications

### Bande dessinée
- 2014 : Heart Breaker, tome 6 de la série DoggyBags (co-écriture du scénario avec Run ; dessins de Florent Maudoux, Guillaume Singelin et Jeremy Gasparutto), Ankama Éditions, collection Label 619,  (ISBN 978-2359104790)
- 2017 : DoggyBags présente : Heartbreaker (hors-série, co-écriture avec Run et Hasteda ; dessins de Sourya, Maria Llovet et Chariospirale), Ankama Éditions, collection Label 619,   (ISBN 979-1033504306)

### Biographie
- Céline Tran, Ne dis pas que tu aimes ça, Paris, Fayard, 2018, 245 p. (ISBN 978-2-213-70503-3)
- Olivier J, Samia, Paris, Lulu, 2021, 192 p. (ISBN 9781794721777, lire en ligne), Introduction

## Distinctions

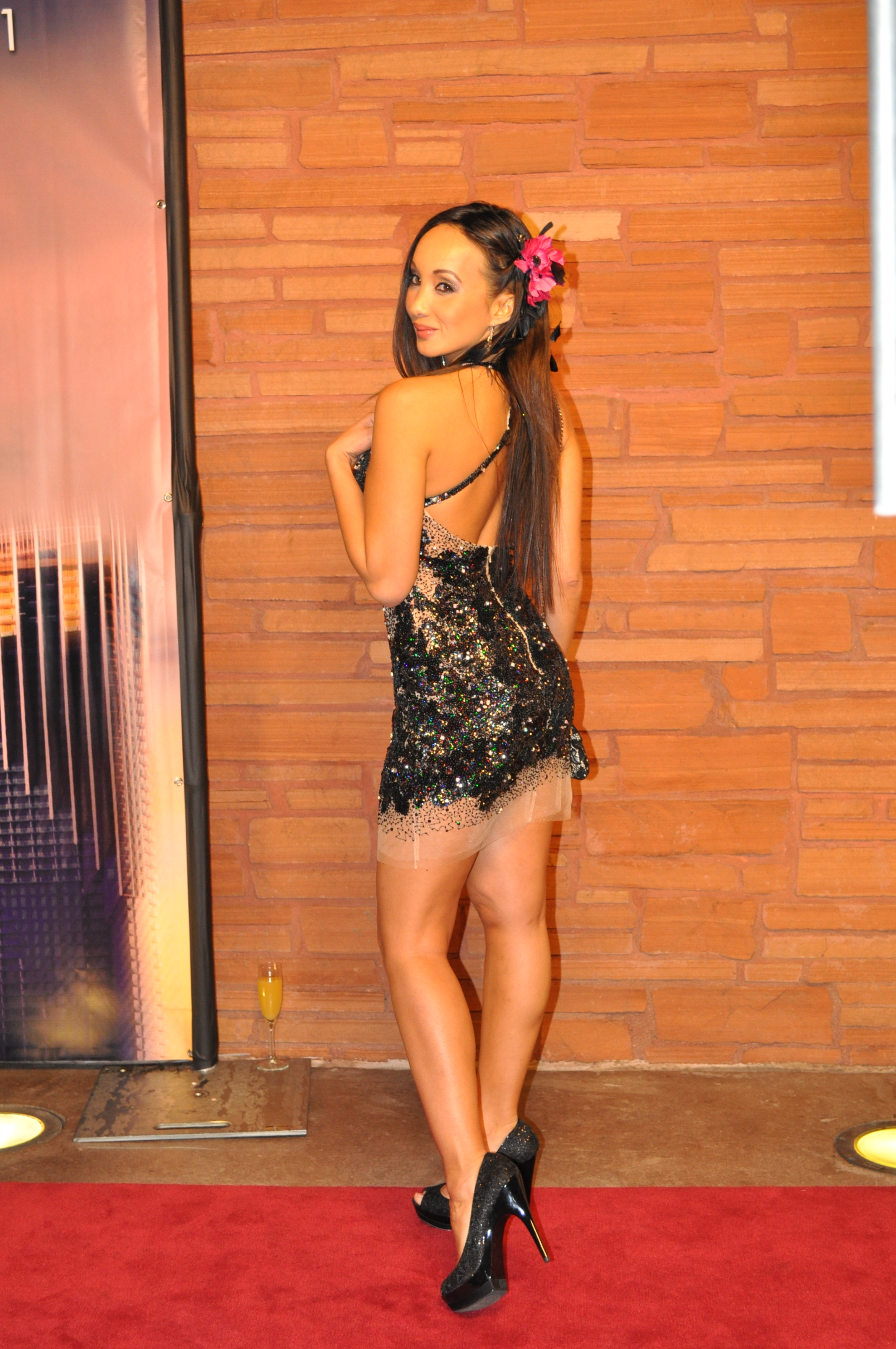
Katsuni aux AVN Awards 2011.

Katsuni a obtenu plus de 30 prix et distinctions dans le domaine de la pornographie :
Festival international de cinéma érotique de Barcelone 
- 2002 : Ninfa Award de la meilleure starlette pour L'Affaire Katsumi[102]
- 2004 : Meilleure actrice pour PokerWom[103]
- 2004 : Meilleure scène lesbienne pour Las reinas de la noche, avec Rita Faltoyano[103]
- 2004 : Meilleure scène anale pour Slam it – In deeper[103]
- 2005 : Meilleure actrice pour Who Fucked Rocco ?[104]
- 2007 : Meilleure actrice pour French conneXion[105],[106]
- 2008 : Prix de la scène la plus originale pour Fashionistas Safado: Berlin (avec Mélissa Lauren et Nacho Vidal)[107]

Festival international de l'érotisme de Bruxelles
- 2002 : Prix du jury
- 2004 : Meilleure actrice française[108]
- 2006 : Meilleure actrice française

AVN Awards de Las Vegas
- 2004 : Meilleure scène anale pour Multiple P.O.V. (avec Gisselle et Michael Stefano)[109]
- 2004 : Meilleure scène de couple dans un film étranger pour L'Affaire Katsumi (avec Steve Holmes)[109]
- 2005 : Meilleure scène anale pour Lex Steele XXX 3 (avec Lexington Steele)[110]
- 2005 : Meilleure actrice étrangère[111]
- 2005 : Meilleure scène de groupe pour Dual Identity (avec Alec Metro & Savanna Samson)[111]
- 2005 : Meilleur film étranger pour Lost Angels: Katsumi[111]
- 2006 : Meilleure scène anale pour Cumshitters (avec Manuel Ferrara)[112]
- 2006 : Meilleure « Tease Performance » (performance la plus aguichante) pour Ass Worship 7[112]
- 2006 : Meilleure actrice étrangère[112]
- 2006 : Meilleur DVD interactif pour Virtual Katsumi[112]
- 2007 : Meilleure actrice étrangère[113]
- 2007 : Meilleure actrice dans un second rôle pour Fashionistas Safado : the challenge[113]
- 2007 : Meilleure scène de groupe pour Fuck (avec Carmen Hart, Kirsten Price, Mia Smiles, Eric Masterson, Chris Cannon, Tommy Gunn et Randy Spears)[113]
- 2007 : Meilleure scène de groupe entre femmes pour Fuck (avec Jessica Drake, Felecia et Clara G)[113]
- 2008 : Meilleur scène de triolisme pour Fashionistas Safado : Berlin (avec Mélissa Lauren et Rocco Siffredi)[114]
- 2011 : Meilleure scène de groupe entre femmes pour La Caserne des salopes (Body Heat) (avec Kayden Kross, Jesse Jane, Riley Steele et Raven Alexis)[115]
- 2011 : Prix « Fan Awards » de la « scène de sexe la plus sauvage » pour La Caserne des salopes[115]

Venus Awards de Berlin
- 2004 : Meilleure Actrice européenne[116]

XRCO Awards
- 2005 : Meilleure scène de couple pour Lex Steele XXX 3 avec Lexington Steele[110]

Hots d'or
- 2009 : Meilleure actrice française pour Pirates 2 : La Vengeance de Stagnetti [117],[118]
- 2009 : Meilleur blog d'actrice[117],[118]

XBIZ Awards
- 2011 : Meilleure actrice étrangère[119]
- 2012 : « Crossover Star » de l'année (passage du hard aux médias grand public)[120]

AVN Hall of Fame, 2014
Autres
- 2006 : Salon Vénus de Paris / Euroline Awards - Meilleure actrice française[122]
- 2010 : Xfanz Award - « Meilleure actrice X asiatique »[123]